# Croton metallicus
Croton metallicus is een plantensoort uit de wolfsmelkfamilie (Euphorbiaceae). Het is een struik die ongeveer 6 tot 7 meter hoog wordt. De hoofdstam kan een diameter tot 15 centimeter hebben. De soort staat op de Rode Lijst van de IUCN geklasseerd als 'bedreigd'.
De soort komt voor in Fiji. Hij groeit daar in droge bossen, op droge rotsruggen en langs bosranden, op hoogtes van zeeniveau tot 590 meter.
De plant wordt in het wild geoogst voor gebruik als parfum in oliën.